# Mel Charles
Melvyn Charles, plus connu sous le nom de Mel Charles, né le 14 mai 1935 à Swansea au pays de Galles et mort le 24 septembre 2016, est un footballeur international gallois, qui évoluait au poste de défenseur et d'attaquant.

## Biographie
Mel Charles est le frère de John Charles. Comme son frère,  il pouvait jouer à la fois en tant que demi-centre et avant-centre.

### Carrière en club
Avec le club de Cardiff City, Mel Charles remporte deux Coupes du pays de Galles.

### Carrière en sélection
Avec l'équipe du Pays de Galles, Mel Charles joue 31 matchs (pour 6 buts inscrits) entre 1955 et 1962.
Il joue son premier match en équipe nationale le 20 avril 1955 contre l'équipe d'Irlande du Nord, et son dernier le 7 novembre 1962 contre l'équipe de Hongrie. Le 11 avril 1962, il inscrit un quadruplé face à l'Irlande du Nord. 
Il figure dans le groupe des sélectionnés lors de la Coupe du monde de 1958. Lors du mondial organisé en Suède, il joue cinq matchs, et atteint le stade des quarts de finale, en étant éliminé par le Brésil.

## Palmarès
| Swansea Town - Coupe du pays de Galles : - Finaliste : 1955-56 et 1956-57. |  | Cardiff City - Coupe du pays de Galles (2) : - Vainqueur : 1963-64 et 1964-65. |